# Semiothisa saburraria
Semiothisa saburraria är en fjärilsart som beskrevs av Eduard Friedrich Eversmann 1851. Semiothisa saburraria ingår i släktet Semiothisa och familjen mätare. Inga underarter finns listade i Catalogue of Life.